# Macrostylis sarsi
Macrostylis sarsi är en kräftdjursart som beskrevs av Brandt 1992. Macrostylis sarsi ingår i släktet Macrostylis och familjen Macrostylidae. Inga underarter finns listade i Catalogue of Life.